# Mănăstire

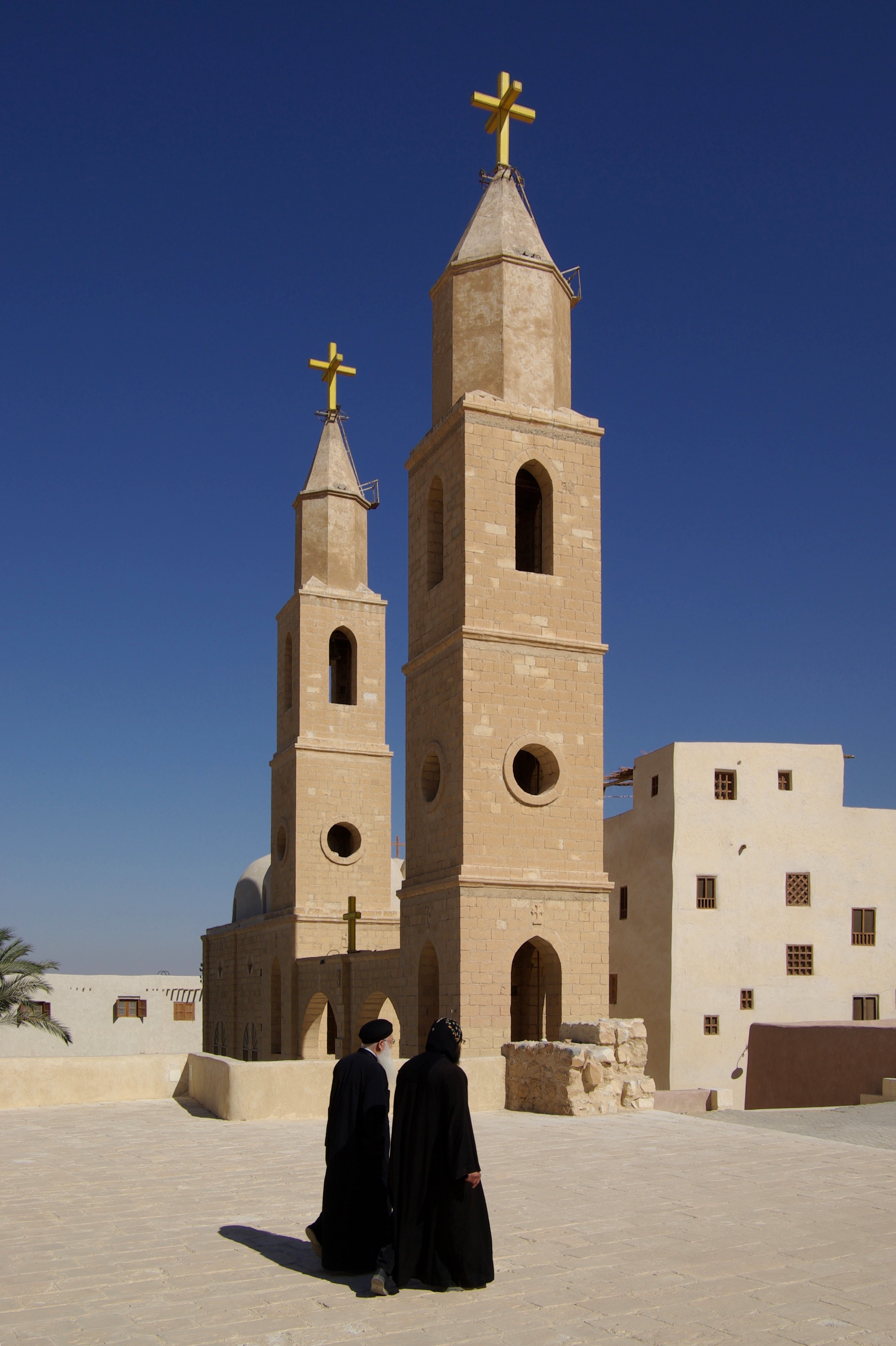
Mănăstirea Sfântul Antonie cel Mare din Egipt

O mănăstire (din limba greacă μοναστήριον, monastērion - "locuință izolată")  este un așezământ religios în care trăiesc, după anumite reguli ascetice, călugări sau călugărițe, sau un ansamblu de clădiri care alcătuiesc un astfel de așezământ. 
Mănăstirile de cult catolic au biserica pe una dintre laturile curții interioare, în jurul căreia se află:
- dormitoarele,
- refectoriul (Sală amplă, aflată în compunerea unui ansamblu monastic catolic, poziționat cel mai des în paralel cu biserica, pentru a închide claustrul. Fără a se supune unor reguli arhitectonice stricte, el deține mult mai multă lumină decât biserica, pentru a ajuta activitățile diurne din mănăstire. Servește și ca sală de mese, motiv pentru care are bucătăria în vecinătate, iar la interior se instalează un amvon pentru lecturi colective de texte sacre.),
- sala capitulară (Spațiu al unei mănăstiri catolice, de obicei înzestrat cu un altar sau chiar cu absidare, destinat întrunirii colegiului de monahi titulari, în frunte cu abatele sau starețul).

## Antichitatea creștină
Primele mănăstiri creștine au fost construite în secolul al IV-lea în Egipt și Siria. 
În evul mediu, mănăstirile au devenit mari proprietari funciari și deținătoare de adevărate tezaure; în aceea epocă, multe din ele au constituit centre de cultură și artă. Numeroase mănăstiri sunt monumente de arhitectură (cum ar fi mănăstirile de la Muntele Athos din Grecia, Mănăstirea Cluny din Franța, cea de la Pavia, Italia, de la Escorial din Spania sau mănăstirea Westminster din Londra).

## Organizarea vechilor mănăstiri
În fruntea fiecărei mănăstiri se afla un egumen, ales de sobor sau direct de domnitor (de regulă, numirea era pe viață). Egumenul era ajutat de unul sau mai mulți duhovnici (responsabili cu slujbe, mărturisiri, îndrumări) și de econom (conducătorul gospodăriei mănăstirii). La rândul său, duhovnicul era ajutat de eclesiarh (care avea în grijă inventarul bisericii și se îngrijea de întreținerea ei) și de canonarh (conducătorul ceremonialului, mai ales duminica și de sărbători). Economul avea și el mai multe ajutoare: vistiernicul (casierul), chelarul (care se ocupa cu pregătirea și supravegherea sălii de mese), arhondarul (responsabil cu primirea vizitatorilor), bolnicerul (căruia îi era încredințată bolnița în care erau îngrijiți călugării bolnavi și bătrâni) și bibliotecarul.

## Mănăstiri creștine

### Mănăstiri ortodoxe
În cultul ortodox, mănăstirea are în centrul de compoziție biserica, în jurul căreia se află construcțiile anexe: 
- chiliile (încăperile pentru folosința călugărilor din mănăstire),
- trepeza (sala de mese din mănăstirea ortodoxă),
- arhondaricul (spațiu al unei mănăstiri ortodoxe destinat pentru găzduirea oaspeților și pelerinilor),
- paraclisul (mică biserică cu destinații restrânse, echivalentă ortodoxă a capelei din cultul catolic),
- cuhnia (bucătăria),
- turnul-clopotniță (acesta fiind de obicei turn de poartă).

Uneori, din complexul unei mănăstiri face parte și o casă domnească (de ex. la Mănăstirea Probota sau Mănăstirea Horezu).
Acest ansamblu este înconjurat, în general, cu ziduri de apărare (de exemplu Mănăstirea Sucevița, Mănăstirea Dragomirna, Mănăstirea de la Brebu). La unele mănăstiri ortodoxe există și o bolniță (spital) cu un paraclis.
O mănăstire care intră direct sub autoritatea patriarhului unei biserici, în loc de a fi sub episcopul locului din acea eparhie, se numește stavropighie.

#### În România
Un mare număr de mănăstiri a fost construit de Sfântul Nicodim de la Tismana și de ucenicii săi, în timpul vieții sau imediat după trecerea lui la cele veșnice în anul 1406.
Unele mănăstiri sunt construite pe vechi lăcașuri de cult (de. ex. Vodița, Tismana, Vișina, Prislop), iar bisericile lor Nicodim fie le-a reparat sau le-a adăogit, fie că le-a construit din zid dacă ele erau din lemn. Altele sunt ctitorii ale voievozilor, construite special de ei, pentru a se îngropa acolo. Mai sunt altele care de fapt sunt metoace, adică vechi  fundații boierești care au fost ulterior închinate Tismanei: Gura Motrului, Cerneți, Topolnița, Valea cu Apă. Un alt grup, mai ales pentru vremurile mai apropiate nouă,  provenea din roirea călugărilor care, în căutare de locuri pustii, prielnice sihăstriei, părăseau incinta mănăstirii și-și formau chilii izolate (cele două Cioclovine, Ploștina Drăgoeștilor în hotar cu Hobița, schitul Aninoasa).
În sfârșit, urmează marele grup al bisericilor și mănăstirilor aflate pe traseul urmat de Nicodim în căutarea locului sfânt de la Tismana și descris de Ștefan Ieromonahul. De-a lungul timpului acesta s-a tot lărgit, cuprinzând o salbă de lăcașuri de cult de la Izverna și Ponoare până la confluența râului Tismana cu Jiul, ba chiar și până în Banat.
Prin faptul ca Nicodim și ucenicii săi au construit un mare număr de mănăstiri, multe  mănăstiri construite la două-trei secole după Tismana, și-l arogă pe acesta ctitor sau pe un „ucenic trimis de Nicodim de la Tismana”.

### Mănăstiri catolice
Leagănul monahismului occidental este Monte Cassino, mănăstire înființată în anul 529 de Sfântul Benedict. Regula benedictină a fost adoptată în întreaga Europă apuseană, între cele mai însemnate așezăminte benedictine numărându-se Sankt Gallen (Elveția), Cluny (Franța), Melk (Austria) și Pannonhalma (Ungaria).

#### În România
Cele mai vechi așezăminte monahale din România au fost Mănăstirea Cluj-Mănăștur (benedictini, sec. al XI-lea), respectiv Mănăstirea Igriș și Mănăstirea Cârța (cistercieni, sec. XII-XIII).
În prezent una din cele mai mari mănăstiri din România este Mănăstirea franciscană din Șumuleu Ciuc. 

### Mănăstiri birituale
- Mănăstirea Chevetogne, Belgia;
- Mănăstirea Niederaltaich, Germania.

### Mănăstiri hinduse
Mănăstirile hinduse se numesc in India Mathas. Astăzi există o paletă deosebit de mare de ordine monahale hinduse.
Ideea de bază au unei mănăstiri de a te retrage din lumea profană și acolo în singurătate să te apropii de Dumnezeu este și baza monahismului hindus. Chiar în conceptul celor patru stadii de viață ale omului (școlar, stăpân de casă, retras în singurătate și aflat în căutarea mântuirii.) arată că hinduismul a prevăzut retragerea oamenilor spre viața monastică. Învățătura hindusă poruncește ca oamenii să aprofundeze în anii tinereții perceptele religioase ca Brahmacarin; să se căsătorească și să aibă copii ca Grihastha; iar învățăturile dobândite la tinerețe să le extindă la bătrânețe ca Vanaprashta și ca Samnyasin. Din această cauză preoții brahmani nu au trăit în abstinență și nici în castitate în hinduism. Totuși abstinența a jucat un rol deosebit pentru căutările religioase din toate.
Pe lângă aceste forme de monahism născute mai ales din tradiția brahmanică se găsesc în hinduism nenumărați Sadhu - asceți rătăcitori - care nu aparțini nici unei instituții religioase. Miturile povestesc viața nenumăraților înțelepți Rishi care căutau adevărata cunoaștere în singurătate. Astăzi există învățători religioși care poartă numele de  Swami sau de  Guru, care conduc de obicei un ashram în care predă și se se practică meditația pentru a se mijloci diverse forme de viață religioasă. Legătura unui credincios cu viața religioasă din ashram nu poate fi comparată cu viața monastică și cu tunderea definitivă în monahism. În afară de aceasta majoritatea ashramurilor sunt independente și nesubordonate niciunei instituții religioase. Die Bindung eines Gläubigen an einen Ashram ist jedoch meilenweit entfernt von der Endgültigkeit einer Ordination; zudem sind die einzelnen Ashrams unabhängig und nicht an eine übergeordnete Institution gebunden.
În perioada târzie (circa 800 după Hristos) s-au alăturat formelor monahale existente, ashramurilor, mănăstiri în apropierea cărora se găsea câte un mare templu Matha acestea au rămas până în prezent centre ale vieții spirituale, ale învățăturii  și ale diverselor activități religioase. Câteva mănăstiri au dezvoltat pe lângă templul propriu școli, spitale cămine de orfani. Învățatul Shankara (788–820 n. Chr.) a întemeiat un ordin monahal și multe mănăstiri care au întărit sentimentul comunității de credință dintre diversele curente hinduse. Aceste mănăstiri și stareții lor(Mahant) sunt pentru foarte mulți indieni autoritatea religioasă supremă, chiar dacă aceștia nu au ajuns din punct de vedere juridic să obțină această autoritate.
Din cauza influenței islamice din India de nord, cele mai mari mănăstiri și temple hinduse se găsesc asțăzi în sudul Indiei.

### Mănăstiri budiste
- Wat
- Budismul Zen

### Mănăstiri Jainiste
Călugării în jainism se numesc Digambara ( în Sanscrită, m., दिगम्बर, digambara, traducere: „in haină de aer“, „în haina cerului“ sau „îmbrăcat cu lumea“).

### Mănăstiri islamice
- Dervișii
- ordine Sufi-stilor

### Mănăstiri iudaice
- Esenienii

### Mănăstiri taoiste
Mănăstirile taoiste au fost înființate după modelul budist începând cu secolul al XII-lea. Cea mai renumită este cea de la Shaolin.